# Psaligrafie

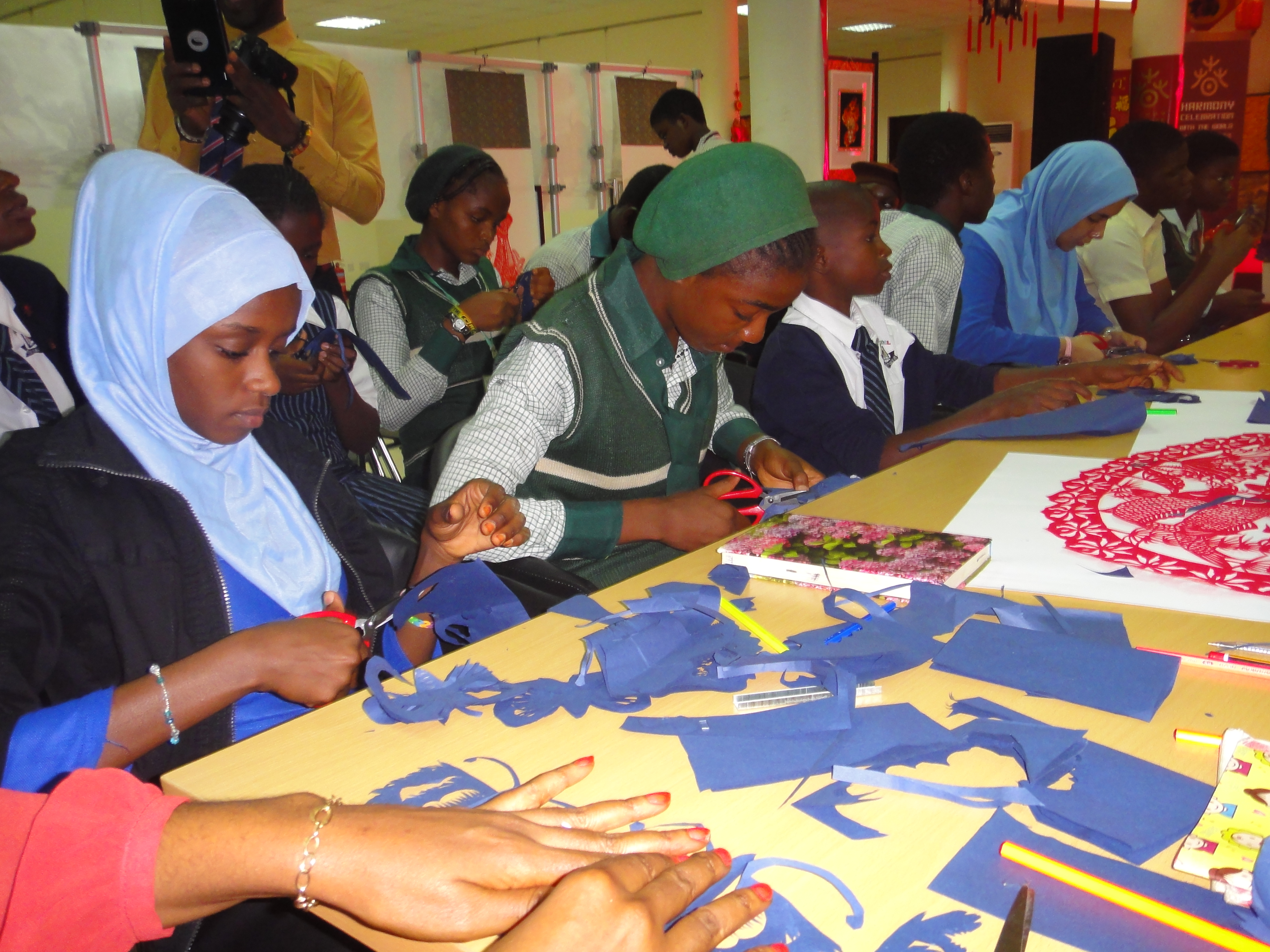
Psaligrafie (Nigérie)

Psaligrafie je umělecké vystřihování z papíru, zejména siluetových obrázků.